# Pachymetana joiceyi
Pachymetana joiceyi is een vlinder uit de familie spinners (Lasiocampidae). De wetenschappelijke naam van deze soort is voor het eerst geldig gepubliceerd in 1925 door Tams.
De soort komt voor in tropisch Afrika.